# 第3屆金音創作獎
第3屆金音創作獎是2012年臺灣創作音樂的年度盛事之一，以表揚年度傑出的臺灣創作音樂從業人員。

## 入圍暨得獎名單
以表示得獎者

### 傑出貢獻獎
王明輝、陳主惠、司徒松（Keith Stuart）、陳明章、葉樹茵、陳明瑜、胡德夫、林暐哲（黑名單工作室成員）

### 評審團獎
李子恒／《落番 - 李子恒 原聲配樂 & 歌謠創作》

## 外部連結
- 第3屆金音創作獎入圍名單 （页面存档备份，存于），文化部影視及流行音樂產業局.2012-10-30
- 第3屆金音創作獎得獎名單 （页面存档备份，存于），文化部影視及流行音樂產業局.2012-11-05